# 조지아의 재외공관 목록

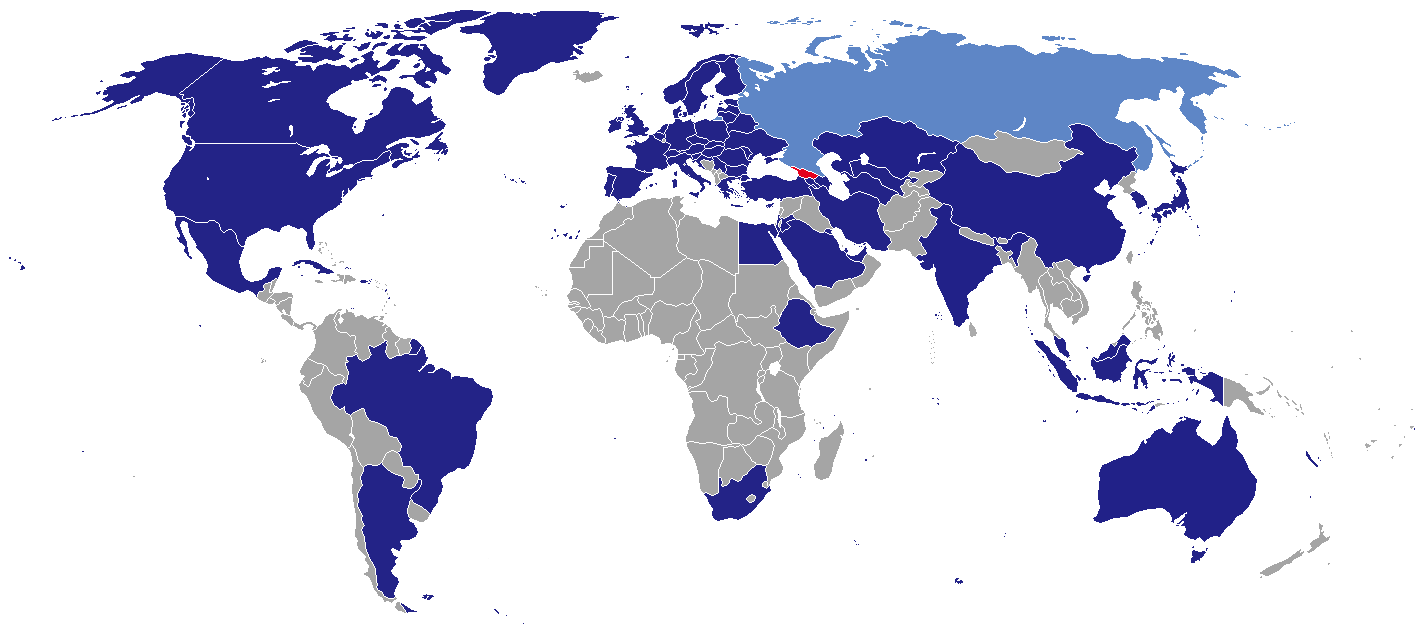
조지아의 재외공관

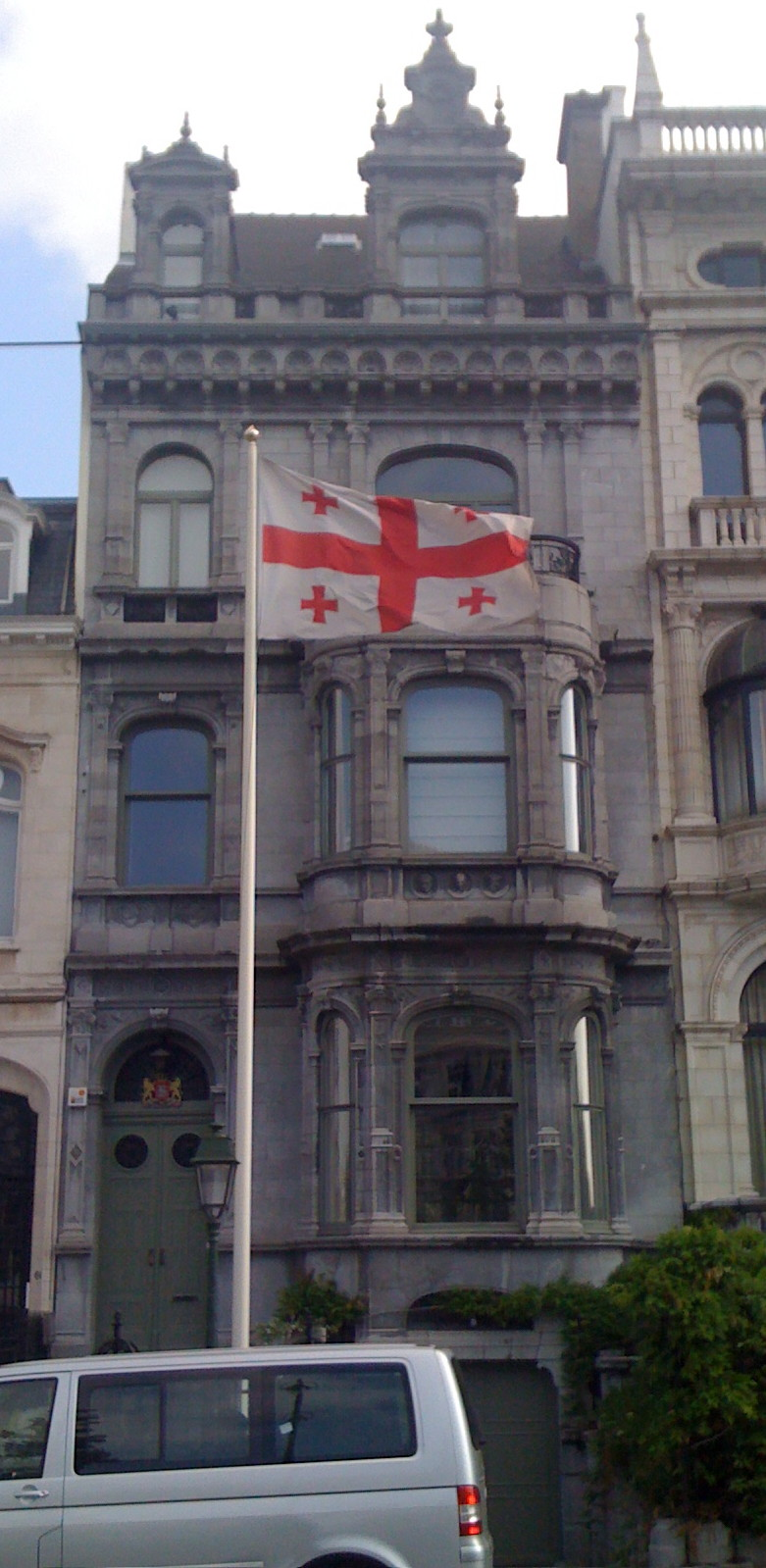
브뤼셀 주재 조지아 대사관

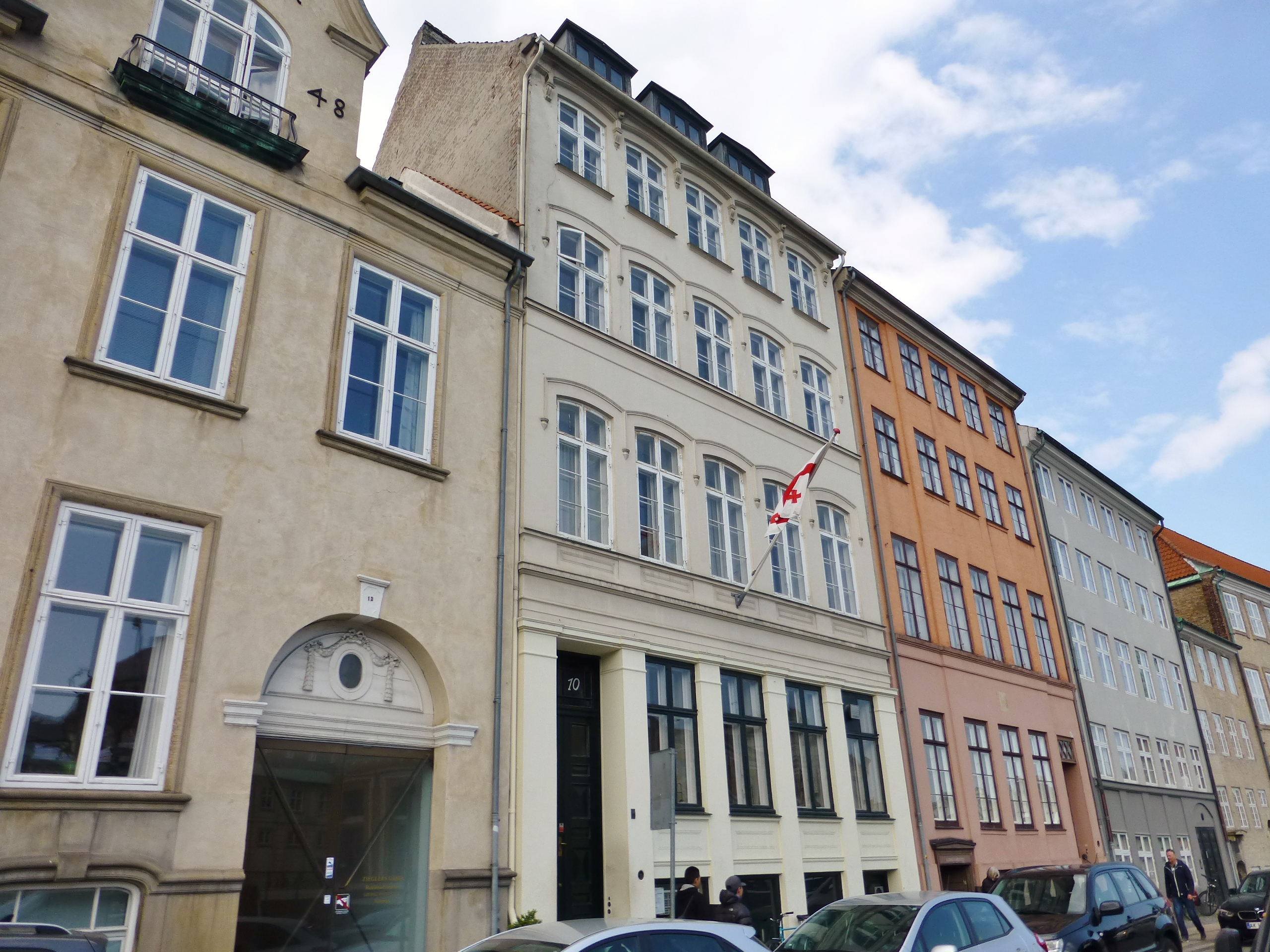
코펜하겐 주재 조지아 대사관

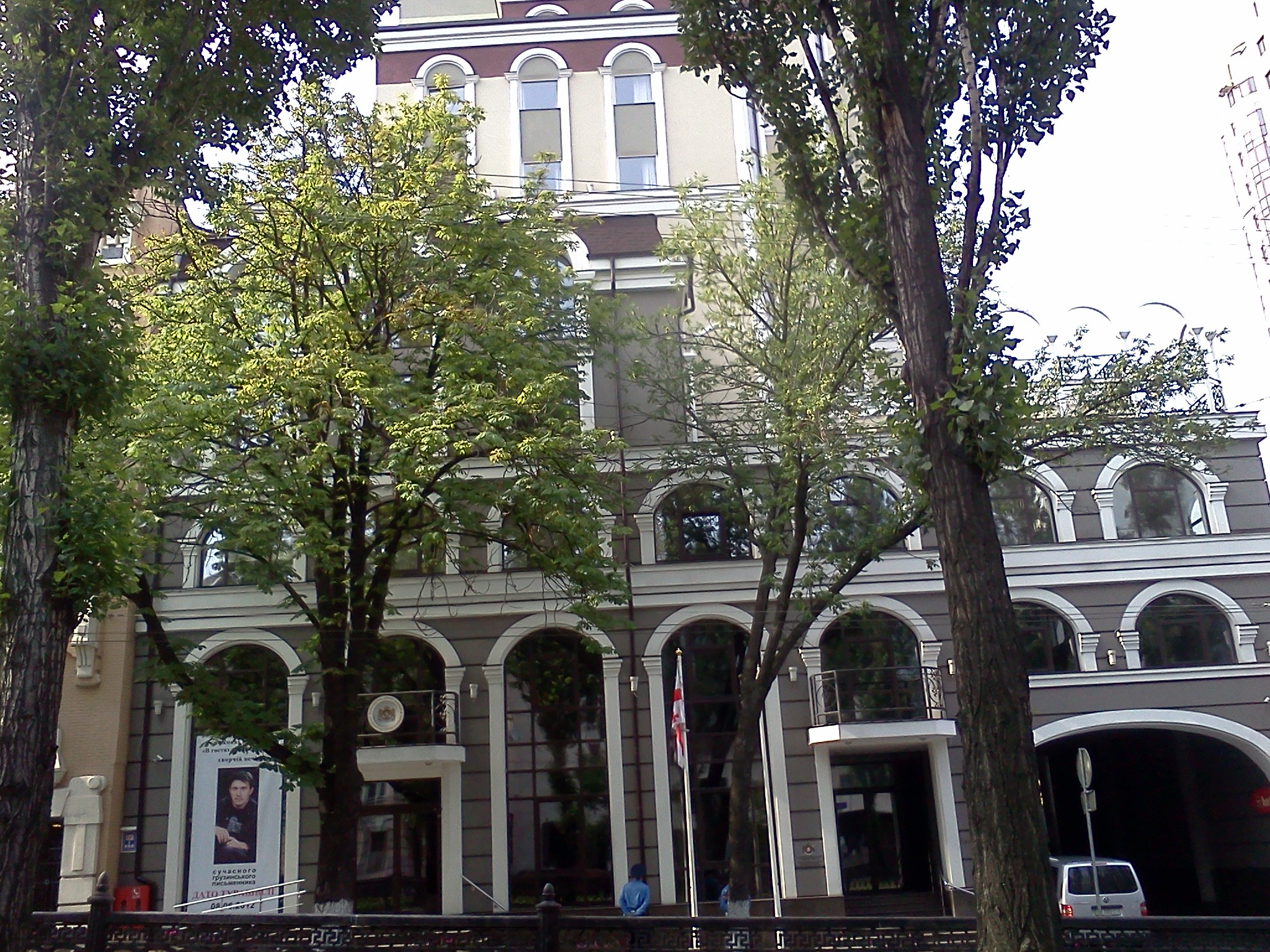
키예프 주재 조지아 대사관

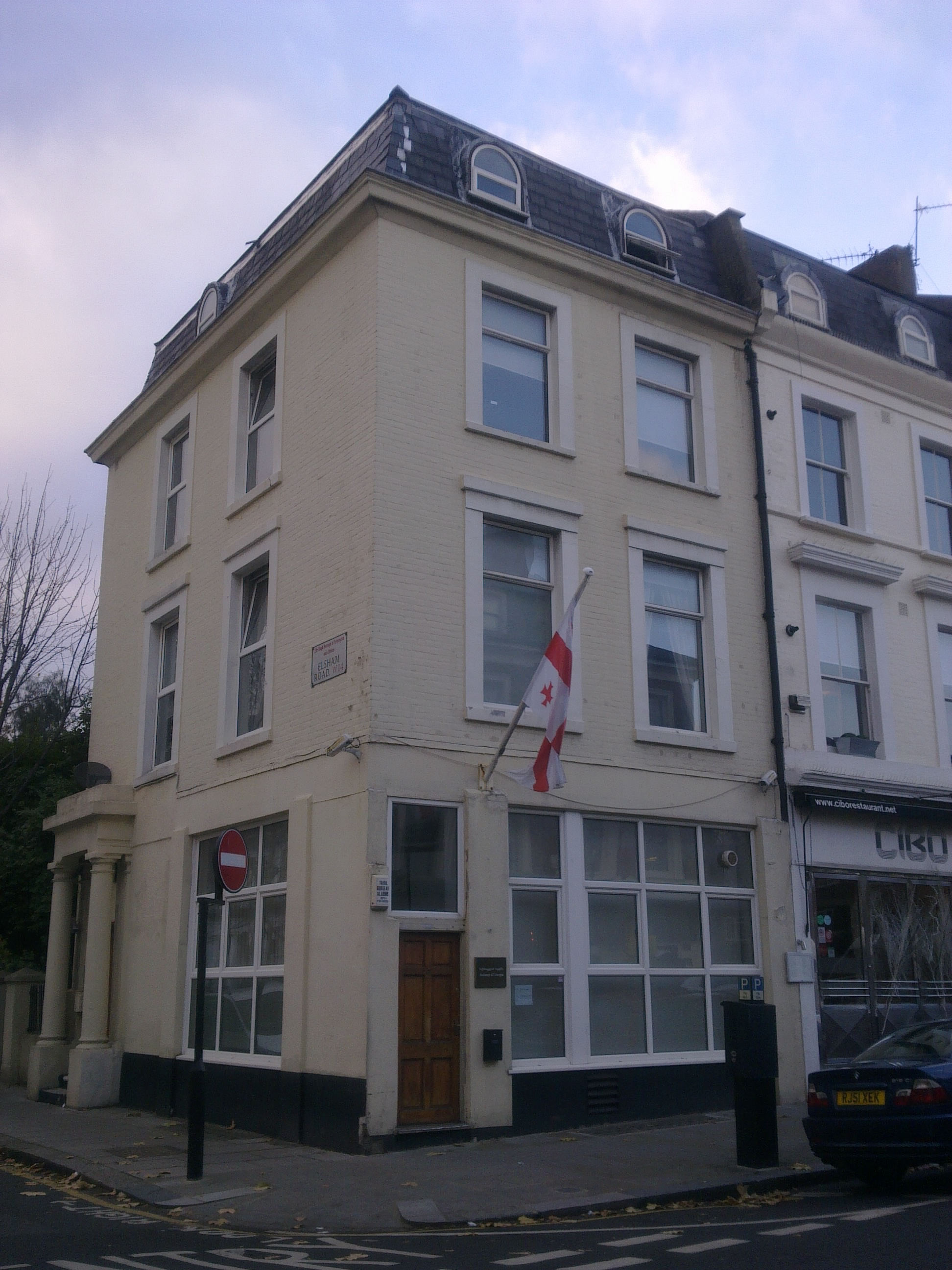
런던 주재 조지아 대사관

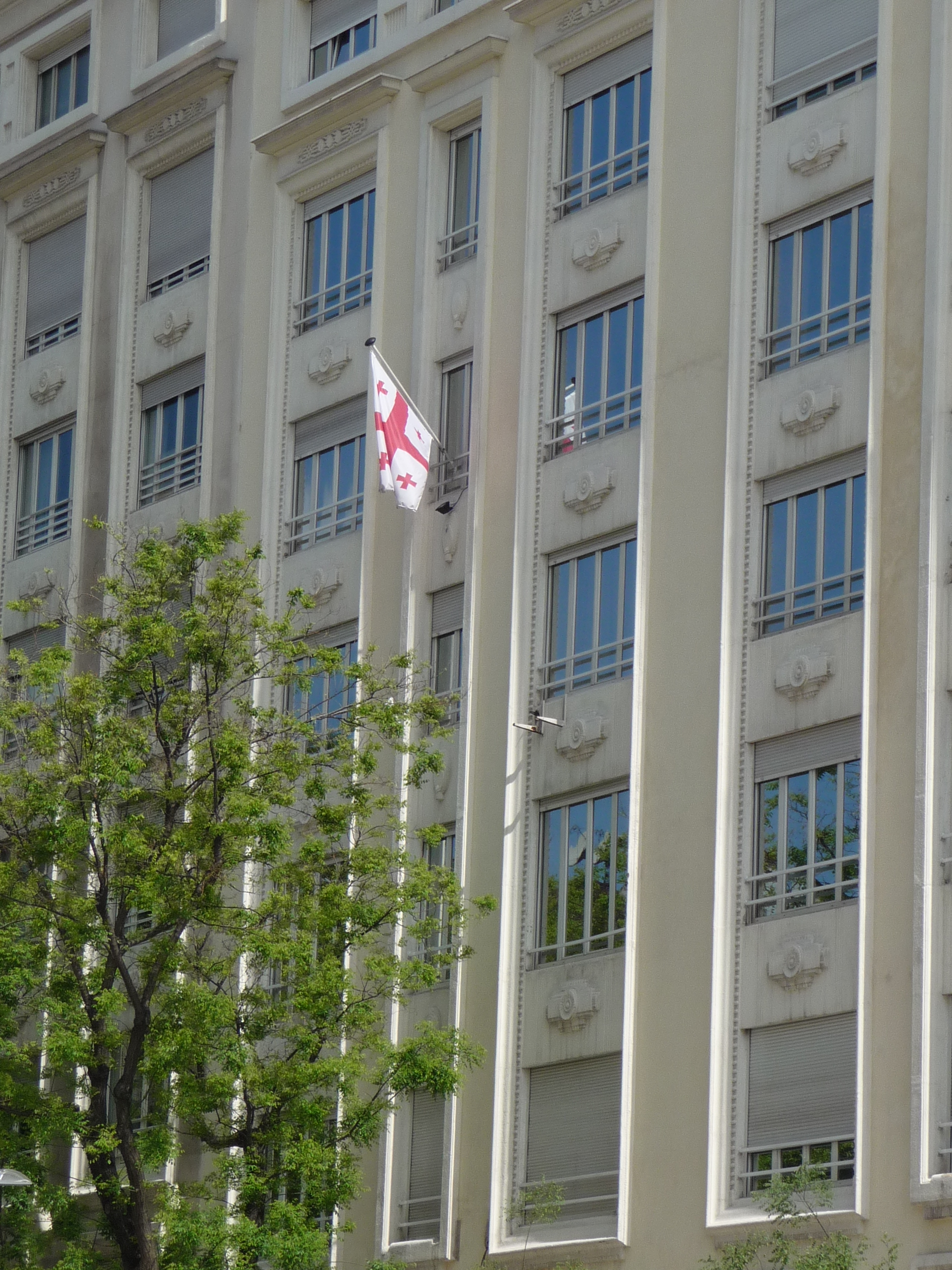
마드리드 주재 조지아 대사관

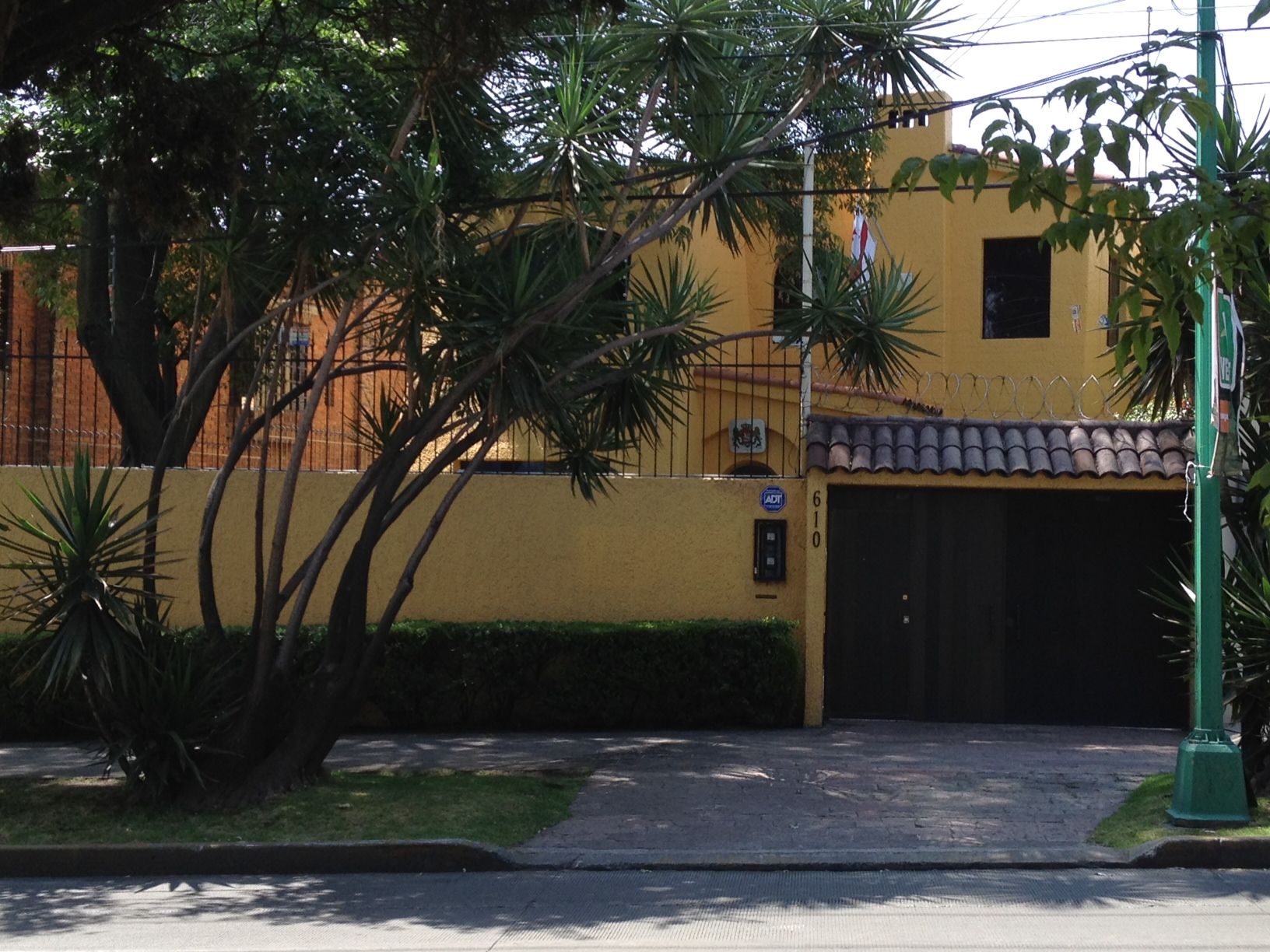
멕시코시티 주재 조지아 대사관

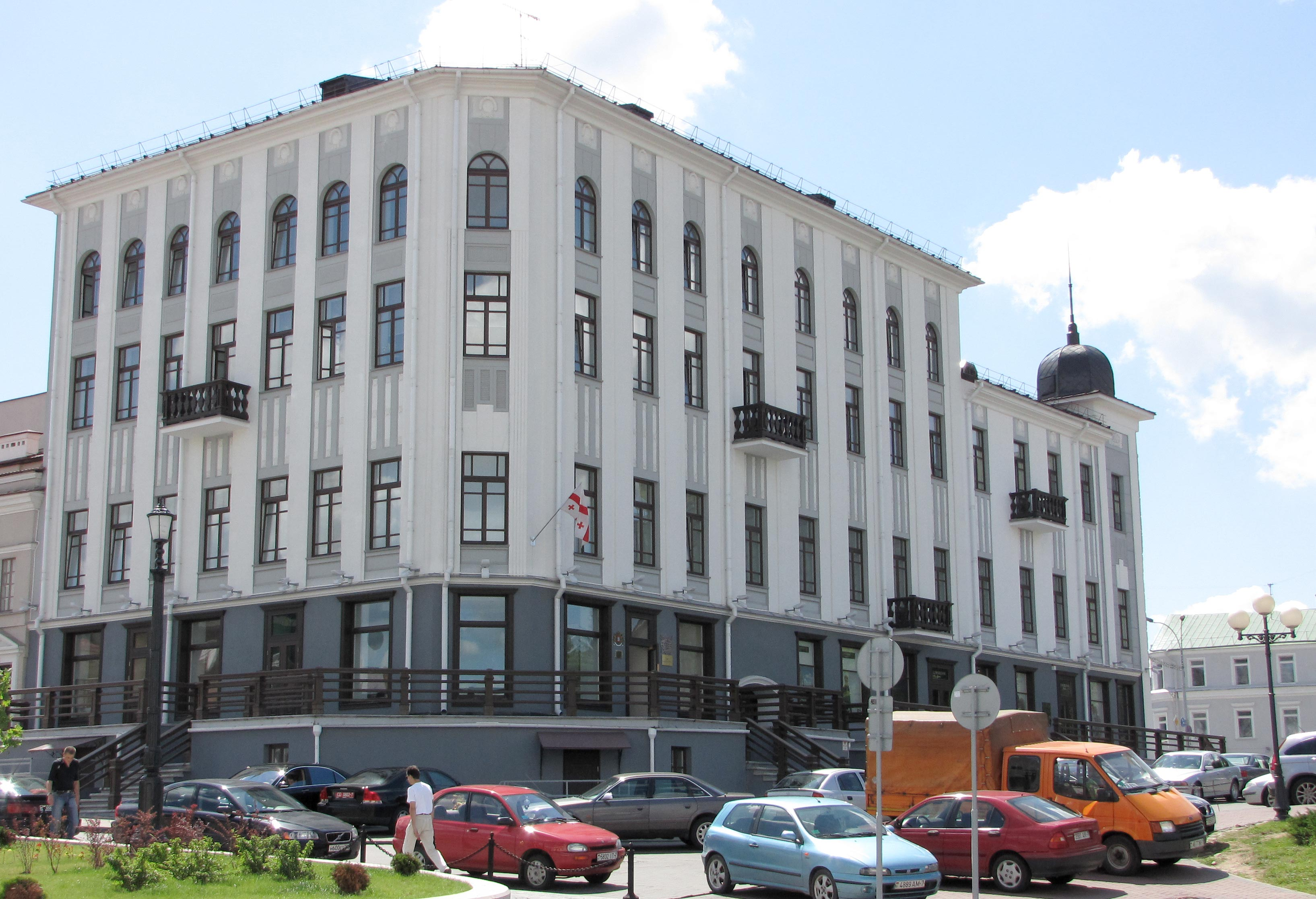
민스크 주재 조지아 대사관

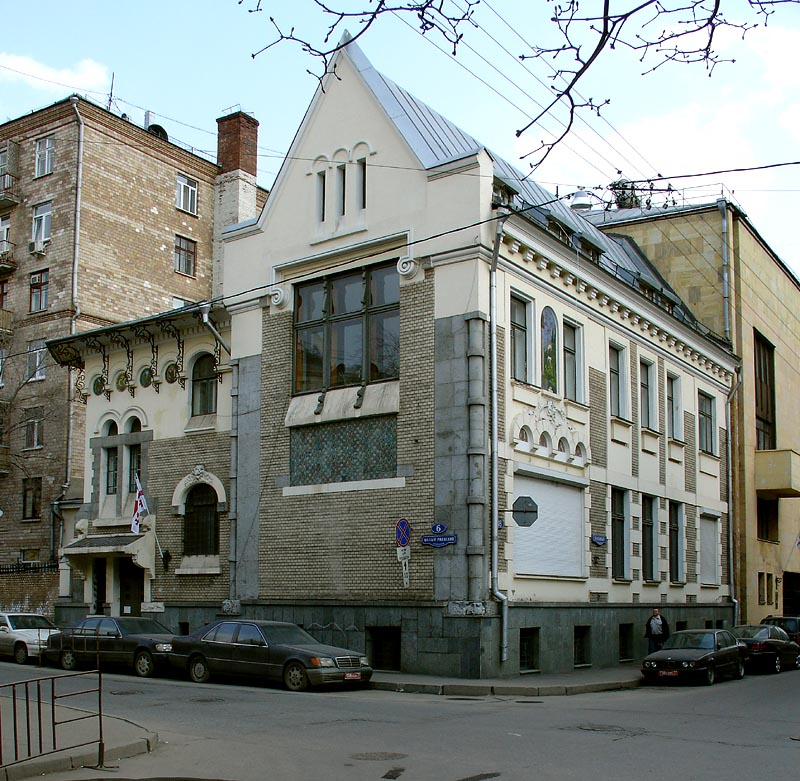
모스크바 주재 조지아 이익대표부

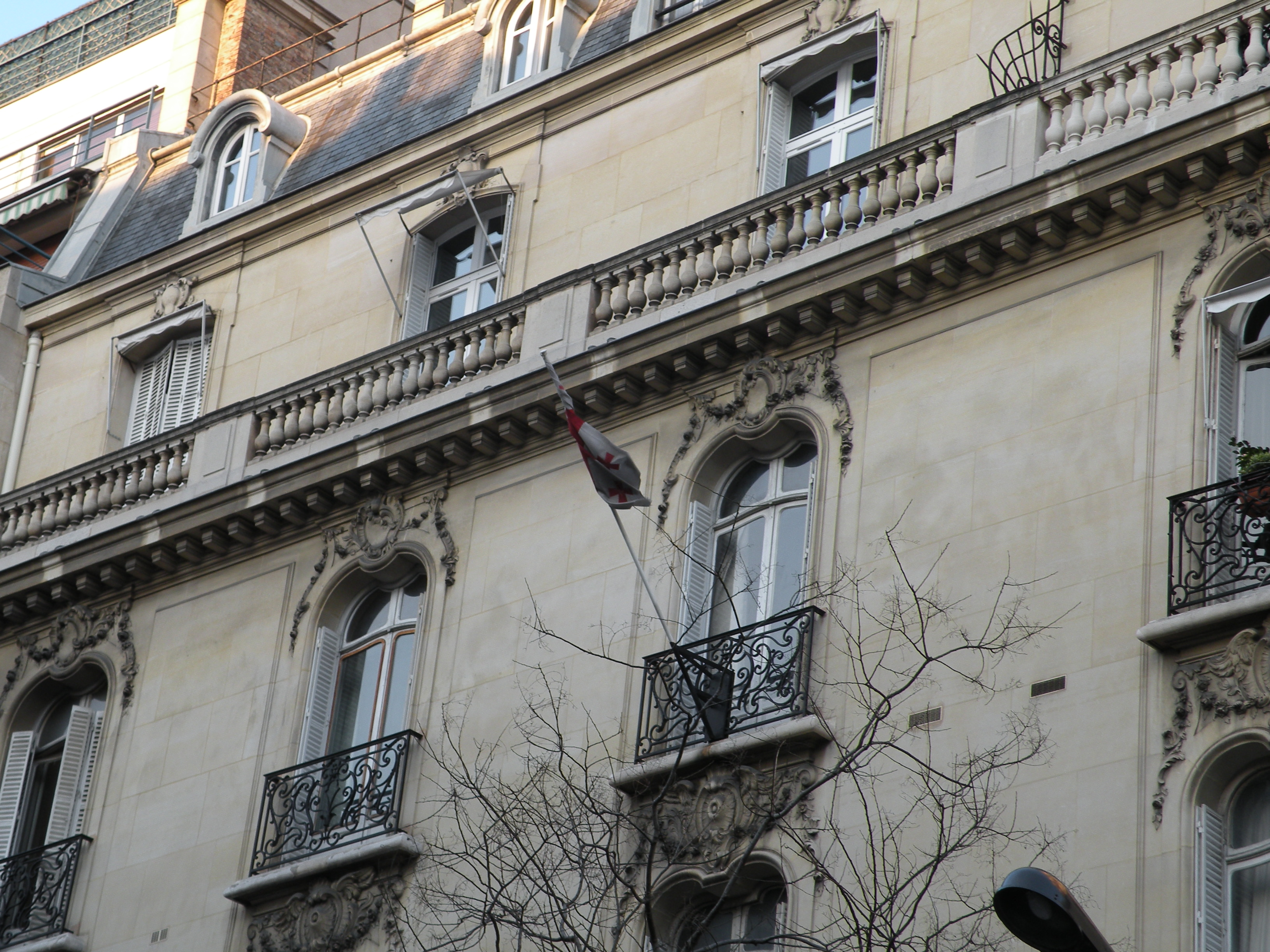
파리 주재 조지아 대사관

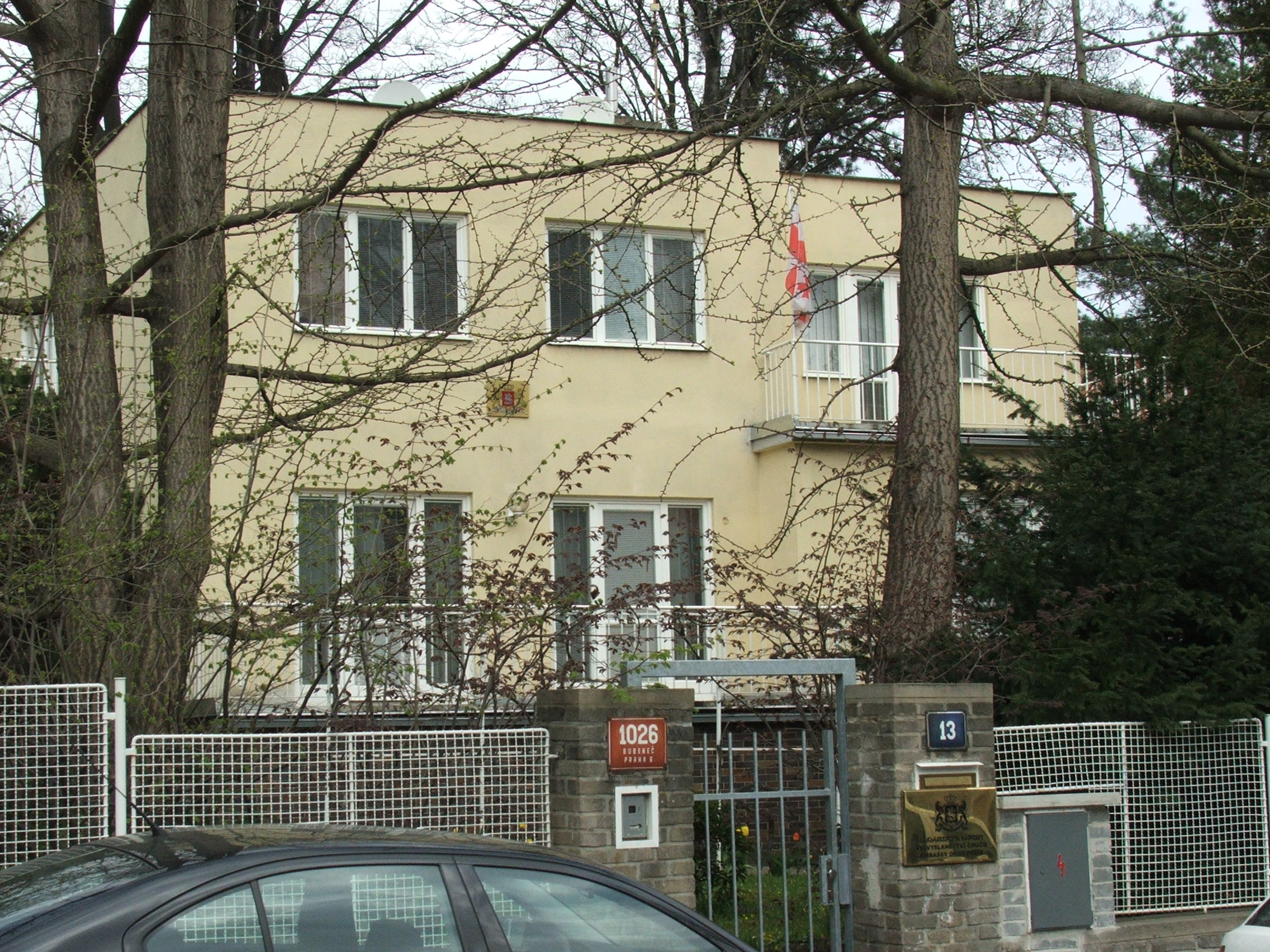
프라하 주재 조지아 대사관

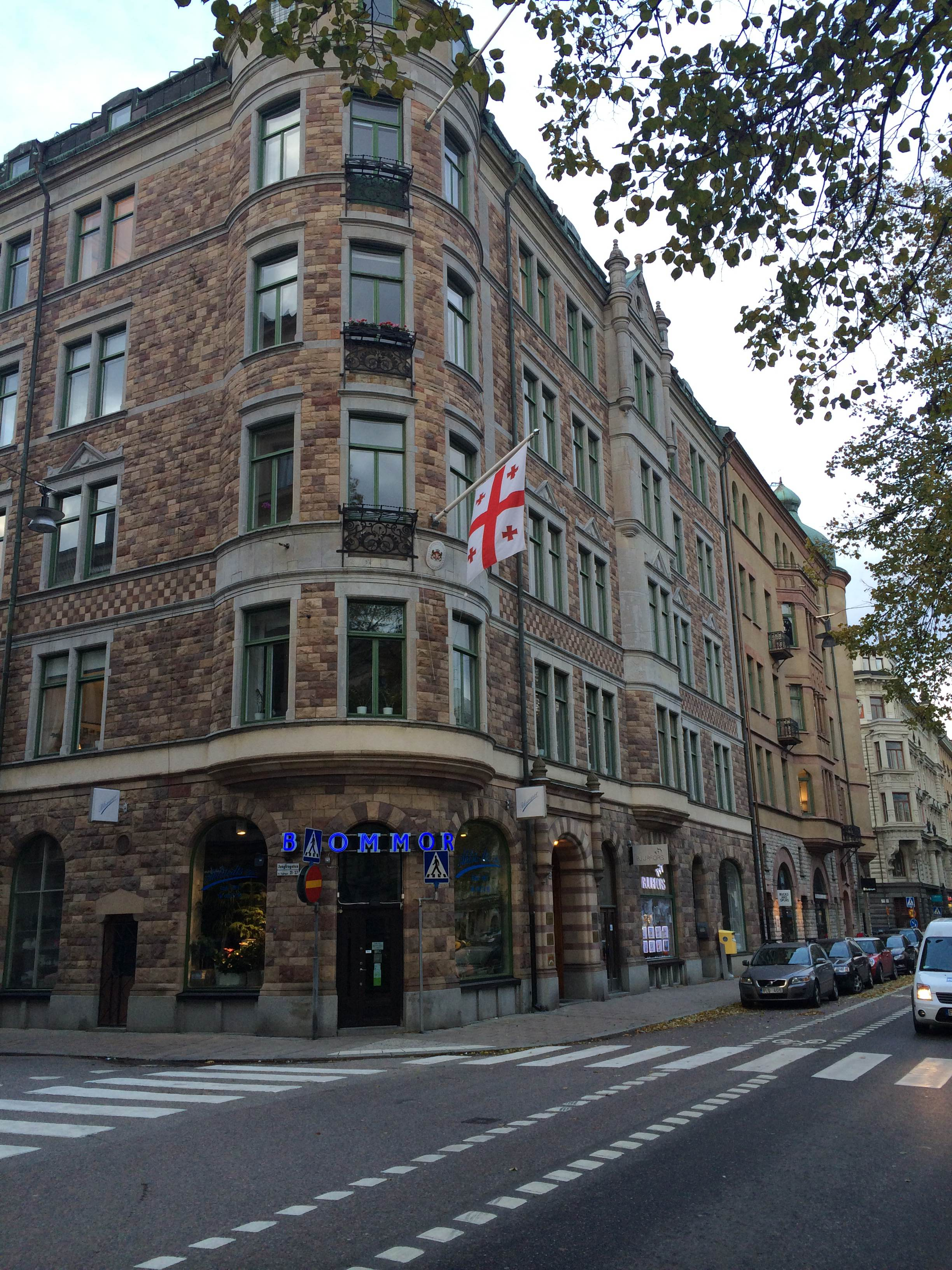
스톡홀름 주재 조지아 대사관

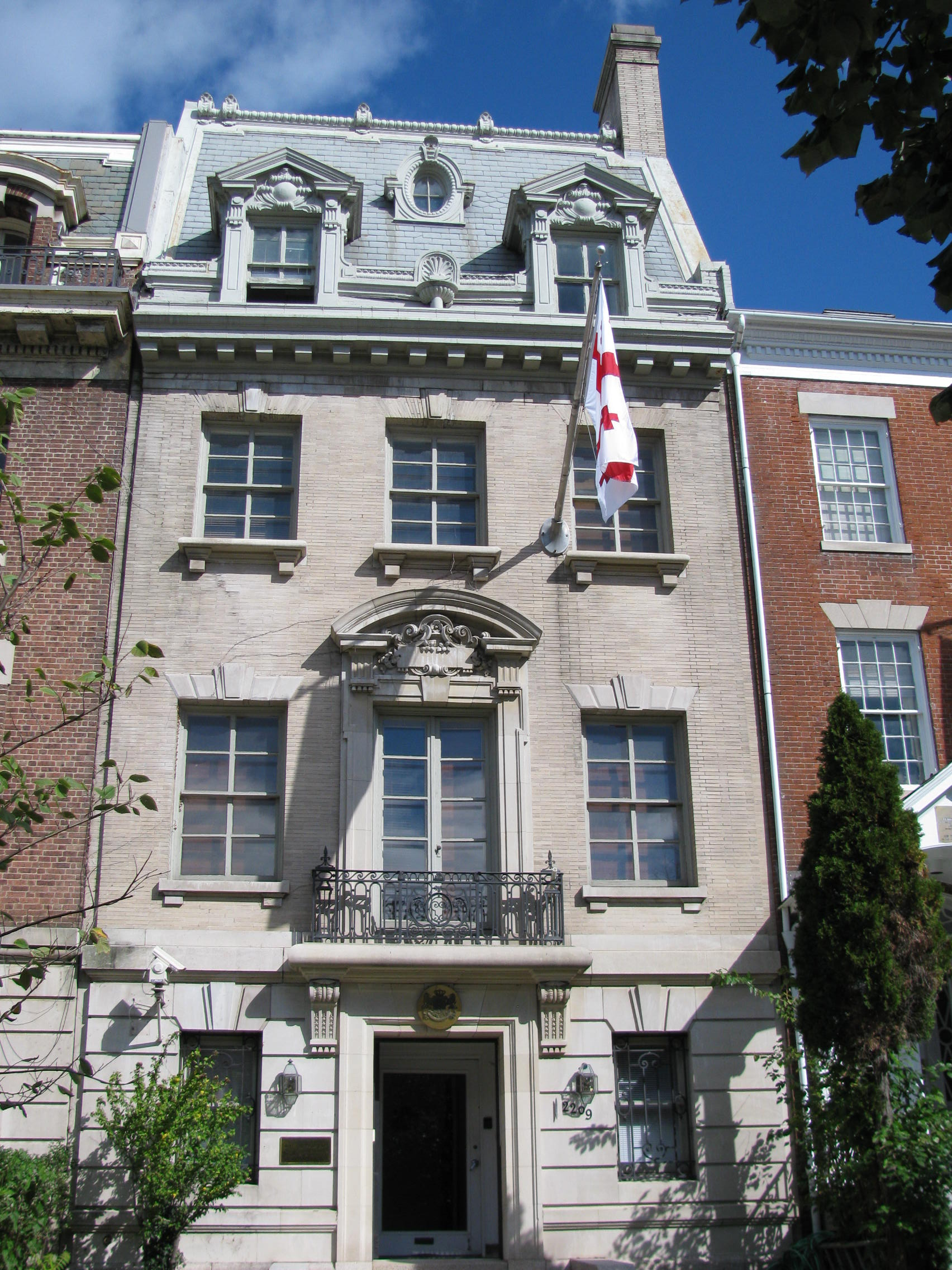
워싱턴 D.C. 주재 조지아 대사관

조지아의 재외공관 목록은 조지아 주재 대사관을 각국에 상주시켜 놓는 것을 의미하며 조지아의 재외공관을 나열한 목록이다.

## 아프리카
- 이집트 : 카이로 (대사관)
- 에티오피아 : 아디스아바바 (대사관)
- 남아프리카 공화국 : 프리토리아 (대사관)

## 아메리카
- 아르헨티나 : 부에노스아이레스 (대사관)
- 브라질 : 브라질리아 (대사관)
- 캐나다 : 오타와 (대사관)
- 멕시코 : 멕시코시티 (대사관)
- 미국 : 워싱턴 D.C. (대사관)
- 베네수엘라 : 카라카스 (대사관)

## 아시아
- 아르메니아 : 예레반 (대사관)
- 아제르바이잔 : 바쿠 (대사관)
- 중화인민공화국 : 베이징시 (대사관)
- 인도 : 뉴델리 (대사관)
- 인도네시아 : 자카르타 (대사관)
- 이란 : 테헤란 (대사관)
- 이스라엘 : 텔아비브 (대사관)
- 일본 : 도쿄도 (대사관)
- 요르단 : 암만 (대사관)
- 카자흐스탄 : 아스타나 (대사관)
- 대한민국 : 서울특별시 (대사관)
- 쿠웨이트 : 쿠웨이트시티 (대사관)
- 말레이시아 : 쿠알라룸푸르 (대사관)
- 카타르 : 도하 (대사관)
- 사우디아라비아 : 리야드 (대사관)
- 튀르키예 : 앙카라 (대사관), 이스탄불 (총영사관), 트라브존 (총영사관)
- 투르크메니스탄 : 아시가바트 (대사관)
- 우즈베키스탄 : 타슈켄트 (대사관)

## 유럽
- 오스트리아 : 빈 (대사관)
- 벨라루스 : 민스크 (대사관)
- 벨기에 : 브뤼셀 (대사관)
- 불가리아 : 소피아 (대사관)
- 키프로스 : 니코시아 (대사관)
- 체코 : 프라하 (대사관)
- 덴마크 : 코펜하겐 (대사관)
- 에스토니아 : 탈린 (대사관)
- 핀란드 : 헬싱키 (대사관)
- 프랑스 : 파리 (대사관)
- 독일 : 베를린 (대사관)
- 그리스 : 아테네 (대사관), 테살로니키 (총영사관)
- 바티칸 시국 : 바티칸 시국 (대사관)
- 헝가리 : 부다페스트 (대사관)
- 아일랜드 : 더블린 (대사관)
- 이탈리아 : 로마 (대사관)
- 라트비아 : 리가 (대사관)
- 리투아니아 : 빌뉴스 (대사관)
- 몰도바 : 키시너우 (대사관)
- 네덜란드 : 헤이그 (대사관)
- 노르웨이 : 오슬로 (대사관)
- 폴란드 : 바르샤바 (대사관)
- 포르투갈 : 리스본 (대사관)
- 루마니아 : 부쿠레슈티 (대사관)
- 러시아 : 모스크바 (이익대표부)
- 슬로바키아 : 브라티슬라바 (대사관)
- 슬로베니아 : 류블랴나 (대사관)
- 스페인 : 마드리드 (대사관), 바르셀로나 (총영사관)
- 스웨덴 : 스톡홀름 (대사관)
- 스위스 : 베른 (대사관)
- 우크라이나 : 키예프 (대사관), 도네츠크 (총영사관), 오데사 (총영사관)
- 영국 : 런던 (대사관)

## 오세아니아
- 오스트레일리아 : 캔버라 (대사관)

## 대표부
- EU 조지아 정부 대표부 : 브뤼셀
- NATO 조지아 정부 대표부 : 브뤼셀
- UN 조지아 정부 대표부 : 제네바, 뉴욕
- UNESCO 조지아 정부 대표부 : 파리
- FAO 조지아 정부 대표부 : 로마
- OECD 조지아 정부 대표부 : 파리
- 유럽 안보 협력 기구 조지아 정부 대표부 : 빈
- 유럽 평의회 조지아 정부 대표부 : 스트라스부르

## 같이 보기
- 조지아 주재 외국공관 목록